# Setge de Menerba
El Setge de Menerba de 1210 fou una de les batalles de la Croada Albigesa. La primavera de 1210 les tres fortaleses de les muntanyes Menerba, Tèrme i Cabaret continuaven sent reductes càtars tot i els esforços de Simó de Montfort.
Pel març de 1210 Monfort anà a Pesenàs a rebre-hi la seva muller Alícia, que arribava de França amb un gran nombre de croats. Però aquells cavallers farien únicament un servei de quaranta dies i li calia aprofitar el temps. Abans de tornar a Carcassona, es valgué d'aquests reforços per a deslliurar la guarnició del castell de Montlaur, que es trobava assetjada pels rebels i només conservava una torre a poder seu. Els croats s'empararen de tants rebels com pogueren i els feren penjar a tots.

En Monfort tornà llavors cap a Carcassona i, sense deturar-s'hi gaire, marxà contra Alzona, que ja trobà abandonada, Seguí endavant, travessà el riu Fresquel i anà a assetjar el castell de Bram. Al cap de tres dies el castell se li reté, i el primer acte d'En Montfort fou emparar-se del clergue francès que l'havia traït quan guardava el castell de Montreal.
| « | El feu degradar pel bisbe de Carcassona i, després d'arrossegar-lo per tota la vila lligat a la cua d'un cavall, donà ordres que el pengessin | » |

Els altres defensors de Bram tingueren una sort diferent:
| « | els arrancaren els ulls i els tallaren el nas; n'hi hagué un que només fou emborniat perquè pogués conduir a Cabaret el seguici ridícul dels nostres enemics, | » |

Mentre Montfort escampava el terror pertot arreu, mutilava, penjava o cremava tots aquells que la sort de les armes lliurava a les seves mans, el rei Pere el Catòlic, bo i preocupant-se del que passava més enllà del Pirineus, es trobava a Aragó, aqueferat per les lluites amb els sarraïns, que havien tornat a donar senyals de moviments inquietants, ocasionats, més que res, pels atacs i les provocacions que, a Jaén i en altres llocs, els feia el rei de Castella. Ja feia temps que Alfons VIII volia ampliar les seves conquestes, a expenses dels sarraïns, i per això havia anat violant, d'una a una, les treves que tenia signades amb els almohades.

## La guerra era palesa
Del cantó alarb, allò palesava que els castellans volien la guerra. I era natural que suposessin que el rei Pere secundària els seus moviments guerrers, com ja havia fet altres vegades. Per això les cròniques musulmanes ens informen que aquell any,
| « | <el Sidi-Abu-el-Ola, almirall de les esquadres del Magreb i de l'Àndalus, anà amb els seus navilis al país del Barcelonès, on efectuà la ràtzia més gran mai duta a terme per la marina almuhadi, | » |

És a dir, que degueren fer un gran nombre de captius i emportar-se un botí molt ric.

Pere el Catòlic, per prendre represàlies, envaí, pel març del 1210, les terres de València i assetjà diversos castells, els habitants dels quals es reteren. Així s'hi obtingueren les primeres conquestes catalanes, amb les preses d'Ademús, Castellfabib i Certella. Aquesta incursió catalana a l'orient de l'Àndalus degué ésser tan cruenta, que els sarraïns despatxaren ambaixadors a Marràqueix per plànyer-se amargament dels raptes i les depredacions que havien sofert. El cap almohade, Anasir, els respongué,
| « | que preparessin els camins i les estances per a la guerra santa | » |

L'hora, doncs, era greu i els esdeveniments exigien la presència a Catalunya del seu sobirà. Però, les noves que li feren transmetre els comtes de Foix i de Tolosa també eren prou inquietants. I les victòries diplomàtiques, si no guerreres, dels croats de França, eren una amenaça, tant més immediata que el rei Pere es resolgué a acudir a l'altre vessant dels Pirineus.

## Cita a Pàmies

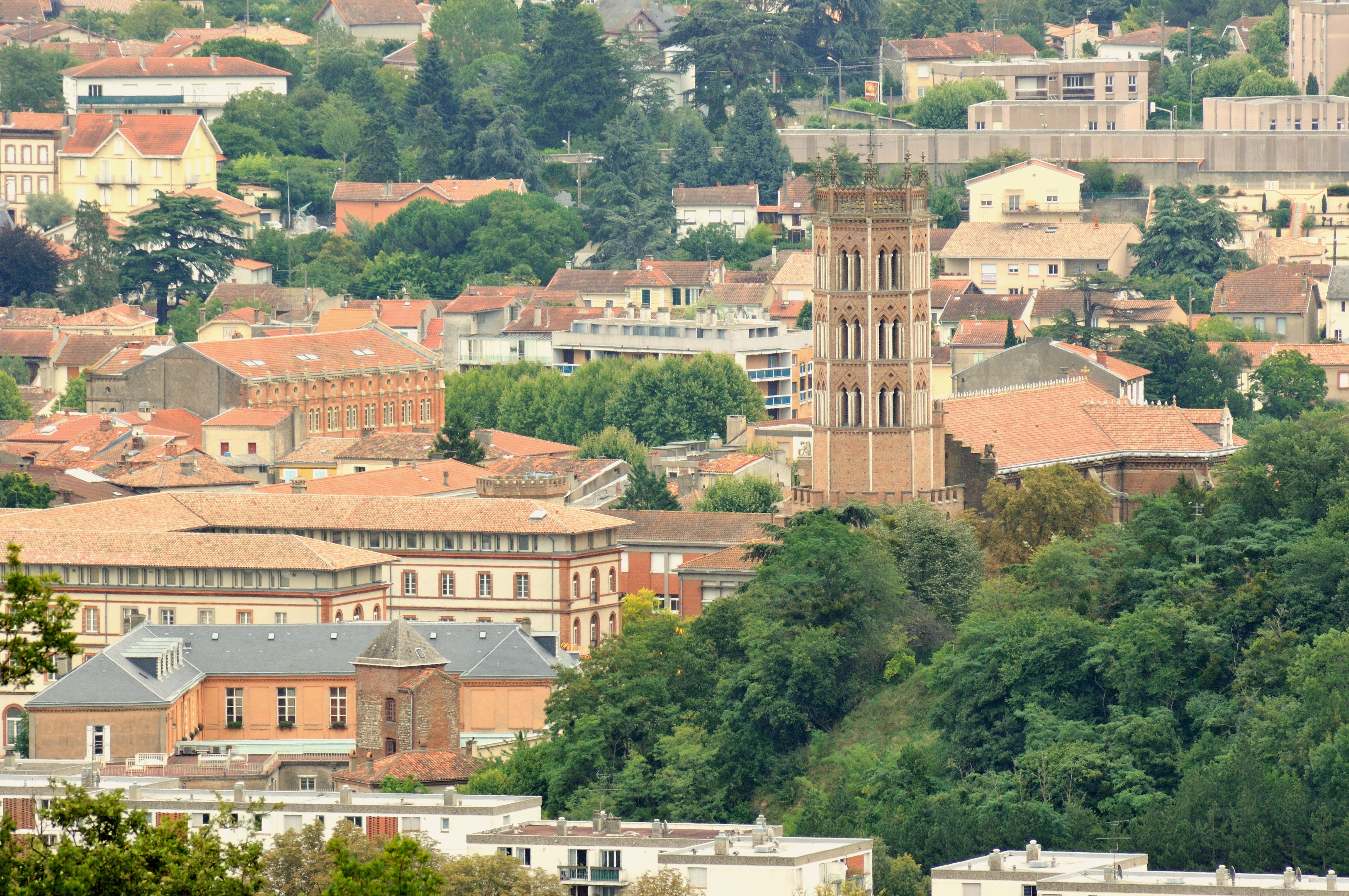
Vista parcial de la vila de Pàmies on fracassà l'entesa entre Simó de Monfort i les host partidàries dels albigesos

Els comtes occitans l'havien citat a Pàmies perquè hi presenciés com lliuraven a En Montfort els ostatges tolosans. A principis de maig, ja era a Pàmies, i En Montfort tampoc no trigà a presentar-s'hi. En aquella assentada el rei Pere procurà, per tots els mitjans, que el comte de Foix i En Montfort es reconciliessin. És tot el que se sap d'aquesta entrevista, que no tingué cap resultat positiu. En tot cas, degué ésser tempestuosa, ja que, en anar-se'n, En Simó aprofità la seva presència als confins del comtat de Foix per a devastar-hi les collites, talar-hi els arbres i arrancar-hi les vinyes.
Mentrestant, el rei i Ramon VI se n'anaren junts cap a Tolosa a entrevistar-se amb el legat Arnau, que es trobava a la ciutat. El català devia voler de l'abat Arnau que s'obligués a respectar les ordres pontifícies. Però, segons ens diu la Cançó, no aconseguiren res que valgués la pena. Es veu que els còmplices de la croada s'havien posat d'acord per adoptar aquella actitud: refús --potser suau, però tanmateix refús—a les demandes del rei català.
Aprofitant l'estada del rei Pere al nord dels Pirineus, alguns antics vassalls dels Trencavell feren una temptativa per immediatitzar-se, és a dir, sostraure's a la sobirania d'En Montfort i retre homenatge directe al monarca català.

## Llibre dels Feits
Sembla que el Llibre dels Feits s'hi refereix, encara que col·loqui els fets alguns mesos més endavant, ja que les paraules que empra per a relatar-ho són molt semblants i, fins i tot, completen les del cronista Pere de Vaux-de-Cernay, que és qui ens forneix la data i les circumstàncies amb més exactitud.

Així, el monjo comença:
| « | En aquella època Pere Roger, senyor de Cabaret; Ramon, senyor de Tèrme; Eimerich, senyor de Montreal, i d'altres cavallers que resistien a l'Església i al comte, demanaren al rei d'Aragó, que es trobava pel país, que anés cap allà on ells eren i li lliurarien tota la regió. | » |

I el Llibre dels Feits continua:
| « | E gens d'aqueles terres que dessus havem dites, vengren a nostre pare, e dixeren'li que el podia esser senyor d'aqueles terres, si el les volia penre ni emperar. E el rey En Pere, nostre pare, era franch e piados, e ab la pietat que a el pres d'els, dix que se'n empararia. | » |
| — Jaume I, Chronica o comentaris del gloriosissim e invictissim Rey en Jacme Primer Rey d'Aragó, de Mallorques e de Valencia compte de Barcelona e de Montpesler, 8 | |   |

Concreta Vaux de Cernai:
| « | L'endemà, el rey vingué prop de Montreal. Els senyors que l'havien cridat sortiren de Montreal, s'atansaren cap al rei i l'invitaren a entrar a la plaça per rebre-hi els seus homenatges, com li havien pregat: era per expel·lir el comte de Monfort. Així que arribà, el rei volgué que li lliuressin el castell de Cabaret, i afegí que els rebria com a vassalls amb una condició: que es comprometessin a lliurar-li totes les seves fortaleses. Els senyors celebraren consell i demanaren novament al rei que entrés a Montreal per rebre-hi els homenatges promesos. | » |

 I detalla El Llibre dels Feits: 
| « | E enganauen'lo ab beles paraules. E d'una part li o daven de paraula, e d'altra part li o tolien per obra. Car nos oim dir a'N G de Cervera a a'N Arnau de Castellbo, e a'N Dalmau de Crexel, e a altres qui eren ab el, que li deyen: --Senyer: veus nostres castels e nostres viles; amparats vos'en, metets hi vostres batles--, E can el ho volia emparar, deyen'li: --Senyer, con gitarets [traureu] les nostres muylers de nostres maysons? Mas nos e elles ne serem vostres e'n farem vostra volentat--. E per aquesta manera no li tenien re que li promesessen. | » |
| — Jaume I, Chronica o comentaris del gloriosissim e invictissim Rey en Jacme Primer Rey d'Aragó, de Mallorques e de Valencia compte de Barcelona e de Montpesler, 8 | |   |

 Disgustat, el rei no es prestà als afalacs i les moixaines occitanes, i refusà accedir al que li demanaven. Això no obstant, conseqüent amb la raó que l'havia portat més enllà dels Pirineus, demanà a Montfort, que es trobava prop d'allà assetjant el castell de Bèlagarda, que atorgués una treva al comte de Foix fins a la propera Pasqua. Montfort hi accedí, i el rei Pere se'n tornà llavors cap a Aragó, bastant desil·lusionat, per continuar la guerra contra els sarraïns.
El cabdill croat, pel seu cantó, se'n tornà capa Carcassona, abandonant aquells llocs que tantes inquietuds li havien ocasionat. Això no obstant, no trigà pas gaire a tronar-hi, Sabia que els intents d'immediatització dels senyors occitans havien fracassat aquesta vegada, però podien reeixir més tard. I els seus castells dominaven les contrades muntanyenques del país que havia conquerit.

## Castell de Menerba

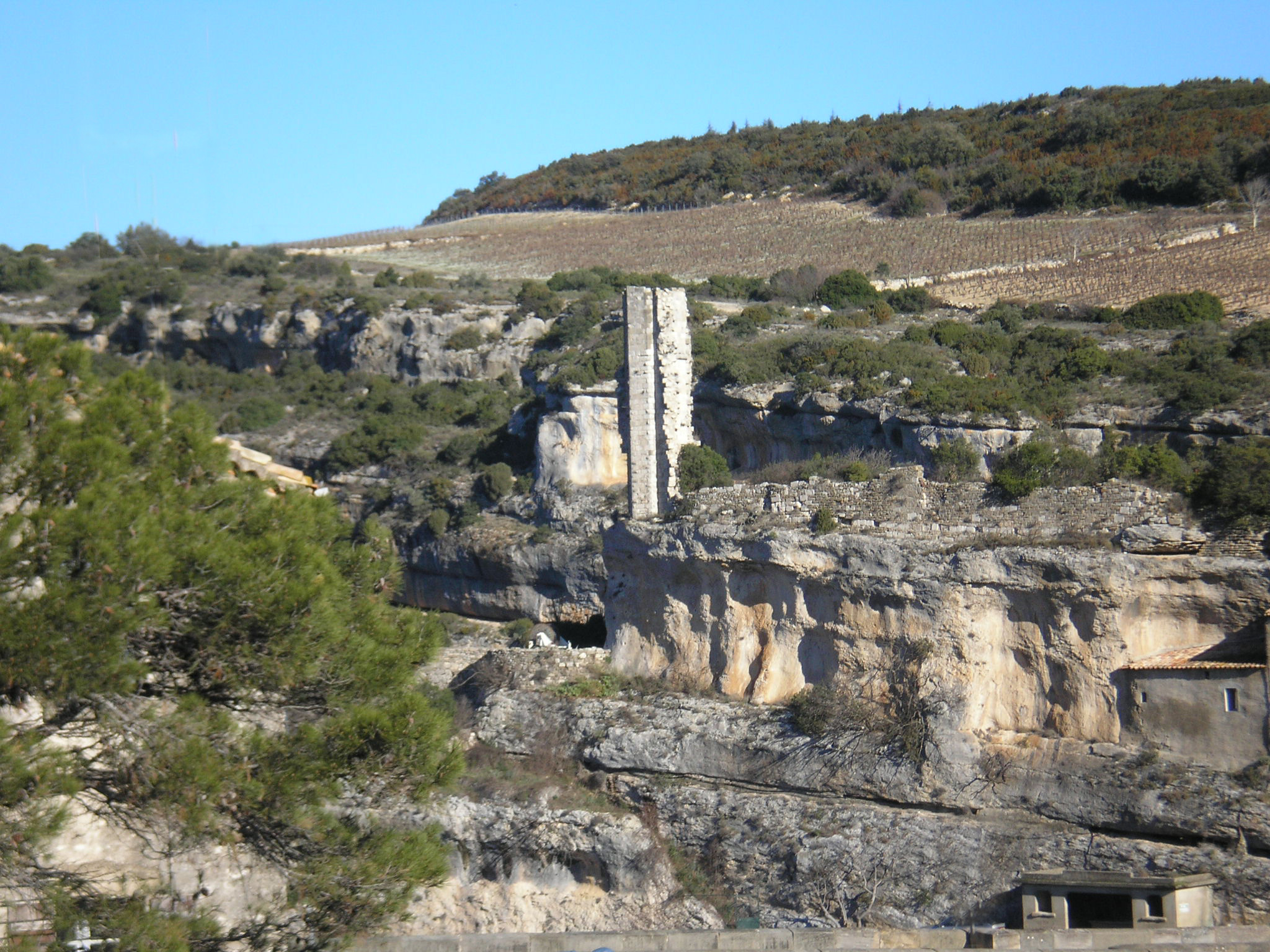
Restes del castell de Menerba. Només en resta dreta la torrassa

Al nord-est, el castell de Menerba i el seu poblet vigilaven la plana narbonesa i les Cevenes; al nord-oest, els quatre castells de Cabaret dominaven les gorges feses del Cabardès i els boscos de la Muntanya Negra; al sud, Termes dictava la seva llei a la regió confusa i desordenada de les Corberes i tenia contacte directe amb Catalunya. Mentre aquelles places fortes fossin dempeus, Monfort es trobaria a Carcassona com dins una presó.
El castell de Menerba, sobretot, era una de les places fortes. Bastit dalt d'un lloc escarpat, i damunt un promontori que dominava per més de cent metres el confluent dels rius Cessa i Brian, el seu aspecte era imponent. La seva posició natural, el seu aïllament i la seva verticalitat en feien un refugi inviolat per als ancians càtars, i a Montfort li semblà que havia d'atacar-lo primer.

## Montfort arriba a Menerba
Les tropes dels croats sortiren de Carcassona a començaments de juny de 1210, i arribaren a Menerba després de Pasqua, una mica abans de sant Joan (24 de juny). Simó, com a bon estrateg, reconegué tot seguit els llocs. El burg es trobava al cantó sud del promontori i estava cobert per baluards plens de torres fortificades. Però la defensa principal era el castell, que s'elevava robust, rodanxó i sobirà pel damunt d'ambdós precipicis del Cessa i del Brian i desafiava els atacs amb les seves muralles, les seves rase i les seves torratxes.

## Setge
La plaça era forta, però Montfort hi descobrí el punt feble: un camí cobert que baixava fins vora el riu i servia als menerbencs per a fer provisió d'aigua. Disposà el bloqueig de la plaça amb tres manganells, l'artilleria pesant de l'època, col·locats un dalt del castell i a poca distància; un altre, davant la porta occidental del burg; i un altre, col·locat al cantó sud.
Montfort s'havia reservat un gran trabuquet, que havia de batre el front oriental de Menerba, i que instal·là just davant el camí cobert que davallava per la roca com si fos una escala, i que els permetia d'agafar l'aigua del Brian. Aquest riu mai no s'assecava, mentre que el llit del Cessa es convertia a l'estiu en una pila de palets.
Els gins de guerra bombardejaren Menerba durant dies i setmanes; els murs s'anaren batzegant, les torres s'enderrocaren. Només el castell, bastit més sòlidament, continuà resistint. Els assetjats contestaren llançant fletxes, venables, pedres, i dels matacans caigueren oli roent, plom fos, torxes enceses.
Aviat, la volta del camí cobert es desplomà i feu impossible la davallada al riu. Un sol implacable flamejava damunt el bloc calcari de Menerba i eixugava pous i cisternes. La set no tardà a fer-se sentir imperiosament, però el qui s'aventurava a fer l'aiguada sempre tenia a punt una fletxa per a traspassar-lo. Els queviures començaven a mancar, la fam i la set eren els dos enemics més temibles de Menerba. Montfort veié que ja no hauria de fer cap assalt, i, efectivament, a principis de juliol els assetjats començaren les negociacions per a retre's.

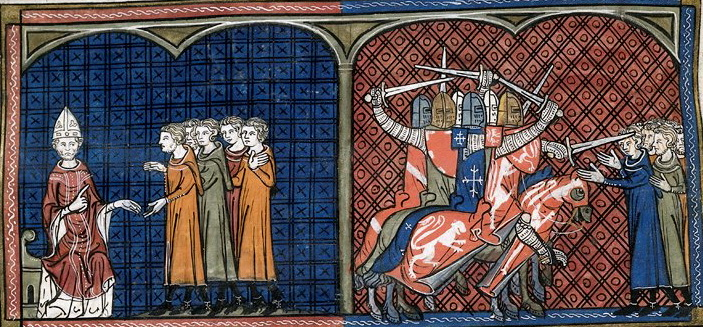
El papa Innocenci III excomunicant els albigesos i massacre dels càtars per Simó de Montfort

L'abat del Cister, coma director suprem de la croada, li corresponia regular la capitulació i el lliurament del castell. Però, ens confessa Vaux de Cernai, se sentia molt contrariat, ja que, si bé tenia grans desigs de veure morir els enemics de la fe, com a monjo i com a sacerdot no els gosava condemnar. Decidí finalment que hom atorgaria la vida al senyor de Menerba i a tots els qui eren amb ell, i fins hom perdonaria els càtars, si es volien reconciliar amb l'Església i obeir les seves prescripcions. El cronista afegeix que aquelles condicions no complagueren els capitans de Montfort, que protestaren, reclamant el braser per a tots els heretges. Però Arnau Amalric, que coneixia bé els càtars, els contestà:
| « | No temeu, ja que em sembla que molt pocs es convertiran. | » |

Menerba es reté, doncs, amb les condicions del legat. Precedits per la creu i la bandera de Montfort, els croats entraren dins la plaça cantant Te Deum laudamus, i dalt la torre més alta de la torrassa hi posaren la creu.
| « | El Crist havia pres la vila, i era just que la seva ensenya marxés davant a guisa de bandera i fos col·locada al lloc més alt del castell. | » |

L'abat exhortà els càtars a convertir-se.Però aquests li digueren immediatament:
| « | Per què perdeu el temps fent-nos prèdiques? No en volem saber res, de les vostres creences. Hem renunciat a l'Església de Roma, i ni la vida ni la mort no ens podran fer renegar la nostra fe. | » |

En veure que no els convencien, els feren treure del castell i portar davant les muralles, on ja s'havia preparat un braser enorme. Cent quaranta, o més, d'aquests heretges, diu Vaux de Cernai, hi foren llençats ensems. Ni calgué, més ben dit, que els nostres els hi portessin, ja que, obstinats en la seva maldat, tots es precipitaren dins les flames amb alegria de cor. La presa de Menerba havia estat consumada.